# BEST OF Youjeen
『BEST OF Youjeen』（ベスト・オブ・ユージーン）は、Youjeenのベスト・アルバムである。2007年1月24日発売。

## 概要
前作から約4年4か月ぶりとなる。映画『あなたを忘れない』のサウンドトラックと同時リリースされた。2枚目のアルバム『BEWITCH』の収録曲「Wait For You」が劇中歌となった。

## 収録内容
1. Apple for your thoughts
  - 作詞：3+3・Youjeen
  - 作曲:Youjeen・J
  - 編曲：J
2. HAPPY HAPPY DOLL
  - 作詞:Youjeen・J
  - 作曲：フランツ・ストール
  - 編曲：J
3. HIGHER
  - 作詞・作曲・編曲：J
  - 2ndシングル「Someday」のカップリング。
4. Daydreamin'
  - 作詞：Youjeen・Shoko
  - 作曲：室姫深・Youjeen
  - 編曲：室姫深
  - 5thシングル。
5. Be Bad!!
  - 作詞：Youjeen・Shoko
  - 作曲：室姫深・Youjeen
  - 編曲：室姫深
6. 猫
  - 作詞・作曲：Youjeen・URAN
  - 編曲：Youjeen
  - 4thシングル「FAKE」のカップリング。
7. Sacrification
  - 作詞：Youjeen・3+3
  - 作曲：室姫深・Youjeen
  - 編曲：Youjeen
8. WITCH
  - 作詞：Youjeen
  - 作曲・編曲：J
  - 1stシングル「HEY JERKS」のカップリング。
9. Fly away
  - 作詞・編曲：J
  - 作曲：フランツ・ストール
10. Wait For You
  - 作詞：Youjeen・Shoko
  - 作曲：Youjeen・MASAKI
  - 編曲：Youjeen
  - 2007年の映画「あなたを忘れない」の劇中歌。
11. Forbidden Things
  - 作詞：Youjeen・Shoko
  - 作曲：室姫深・Youjeen
  - 編曲：Youjeen
12. FAKE
  - 作詞：Youjeen・URAN
  - 作曲：ゲイリー・スタウト・Youjeen・URAN
  - 編曲：ゲイリー・スタウト
  - 4thシングル。
13. Good-bye
  - 作詞:3+3・Youjeen
  - 作曲：J・Youjeen
  - 編曲：J
14. Beautiful Days
  - 作詞・作曲：J・Youjeen
  - 編曲：J
  - ANB系「ビートたけしのTVタックル」エンディング・テーマ。
  - 3rdシングル。
15. SEAGULL
  - 作詞・作曲：Youjeen
  - 編曲：J
  - 3rdシングル「Beautiful Days」のカップリング。
16. Someday
  - 作詞・作曲・編曲：J
  - 2ndシングル。
17. HEY JERKS
  - 作詞・編曲：J
  - 作曲：フランツ・ストール
  - 1stシングル。